# Katrin Kuhn
Katrin Kuhn, née le 28 août 1953 à Zurich, est une personnalité politique suisse, membre des Verts.

## Carrière politique
Katrin Kuhn est politisée par le mouvement antinucléaire et fait partie des membres fondatrices du Parti Vert du canton d'Argovie. De 1989 à 1999, elle est député au Grand Conseil du canton d'Argovie. En 1995, elle se présente pour la première fois au Conseil national et au Conseil des États, mais n'est pas élue. En 1999, succède à Hanspeter Thür au Conseil national, mais n'est pas réélue aux élections fédérales de la même année, les Verts argoviens perdant leur seul siège.

## Vie privée
Katrin Kuhn est mère de cinq enfants.